# Aechmea jungurudoensis
Espèce
Classification phylogénétique
Aechmea jungurudoensis est une espèce de plantes à fleurs de la famille des Bromeliaceae, endémique du Panama.

## Distribution
L'espèce est endémique du Panama.

## Description
L'espèce est épiphyte.